# Gran Lisboa
La Gran Lisboa (en portugués, Grande Lisboa) es una subregión estadística portuguesa, parte de la Región de Lisboa (antigua región de Lisboa e Vale do Tejo) y del Distrito de Lisboa, limita al norte con la subregión de Oeste, al este con Leziría do Tejo, al sur con el Estuario del Tajo (y a través de él, con la Península de Setúbal) y al suroeste con el océano Atlántico. Tiene un área de 1.381 km² y una población, según el censo de 2013, de 2 242 326 habitantes.

## Consejos
Comprende 9 municipios: 
- Amadora
- Cascaes
- Lisboa
- Loures
- Mafra
- Odivelas
- Oeiras
- Sintra
- Vila Franca de Xira